# Stuttgart Surge 2021
Questa voce raccoglie le informazioni riguardanti gli Stuttgart Surge nelle competizioni ufficiali della stagione 2021.

## Roster
| Roster degli Stuttgart Surge (2021) |
| --- |
| Quarterback - 2 Aaron Ellis - 16 Michael Winterlik Running Back - 7 Tom Edel - 22 Collins Kamara - 26 Ruben Pein - 41 Bryan Yankson - 34 Serdar Kiraz - 27 Samuel Shannon - 39 Dimitri Gfeller Wide Receiver - 4 Alexander Eitel - 12 Frederic Latour - 14 Louis Geyer - 17 Pascal Flöser - 18 Paul Steigerwald - 81 Fabian Weigel - 24 Finn Seibert - 85 Peter Weiblen - 87 Domenik Rofalski Tight End - 5 David Meza - 88 Marvin Pludra Offensive Linemen - 56 Jens Walther - 73 Leon Häbich - 66 Marvin Röber - 68 Jason Kühn - 70 Maximilian Kempchen - 71 Jan Steiger - 75 Jai Jackson - 77 Marc Kuppinger - 51 Thomas Ghebrezherer - 78 Nicko Schuster Defensive Linemen - 72 Darko Pisaric - 91 Paul Ziebart - 92 Tobias Burkhardt - 95 Felix Haufe - 96 Florian Breitenbach - 97 Philipp Ungericht - 98 Marcel Fürst - 99 Sercan Vardar Linebacker - 20 Dale Warren - 2 Danny Washington - 44 Japhet Mbala - 45 Nijaz Hamulic - 48 Tom Stickel - 51 Anthony Morris - 55 Dennis Gratza - 58 Lasse Rave - 54 Constantin Lässing - Zachary Blair Defensive Back - 21 Julian Jakob CB - 23 Marcel Dabo CB/S - 31 Nick Wenzelburger S - 32 Julian Ludwig-Mayorga S - 33 Luca Siebert CB/S - 33 Ben Wenzler CB - 37 Kevin Bannasch S - 30 Till Becker CB - 8 Victor Ferrier S Special Team - 10 Jens Hauser K - 3 Timo Bronn K - Stefan Müller K Coaching staff Martin Hanselmann (HC) |

Il 29 giugno i Surge hanno rilasciato il quarterback Jacob Wright a causa di commenti razzisti esternati da quest'ultimo; pochi giorni dopo la squadra ha messo sotto contratto il nuovo QB Aaron Ellis.

### European League of Football 2021

#### Stagione regolare
| Arbitri: | Hamiko Miras J. Fernandez Horak A. Flaisch-J. Cobas Scott S. Heimerdinger |

| |           | |
| Montón 9':00" Q2 (TD) 51yd pass from Edwards Flores Q2 (tpc) pass from Edwards Team 5':43" Q2 (saf) Hauser sack for loss of 12yd to the 0yd Montón 5':25" Q4 (TD) 5yd pass from Edwards Llinas Q4 (pat) | Marcatori | Geyer 9':00" Q2 (TD) 23yd pass from Wright 11':12" Q3 (TD) 3yd run Edel Q3 (tpc) pass from Wright Flöser 2':45" Q2 (TD) 11yd pass from Wright Tapscott Q4 (pat) |

| Arbitri: | M. Scholz D. Clemence S. Heimerdinger A. Ortmann Scott C. Beckmann Y. Hamiko |

| |           | |
| Shannon 11':26" Q3 (TD) 29yd run Tapscott Q3 (pat) Wright 8':20" Q4 (TD) 1yd run Tapscott Q4 (pat) Eitel 1':55" Q4 (TD) 12yd pass from Wright | Marcatori | Adams 9':36" Q1 (TD) 2yd run Strahmann Q1 (pat) Adams 5':42" Q1 (TD) 61yd run Rutsch 13':21" Q2 (TD) 1yd pass from Sullivan Siemssen Q2 (pat) Regler 0':26" Q2 (TD) 8yd pass from Sullivan Siemssen Q2 (pat) Johannknecht 1':59" Q3 (TD) 1yd run Strahmann 10':20" Q4 (FG) 31yd Ameln 3':54" Q4 (TD) 12yd run |

| Arbitri: | M. Scholz B. Hansen K. Haltermann B. Schaumberg Hamiko M. Hoffmann V. Kreisman E. Christensen |

| |           | |
| Jones 8':15" Q1 (TD) 5yd pass from Stitt Jones 2':23" Q1 (TD) 29yd pass from Stitt Jones 10':29" Q2 (TD) 4yd pass from Stitt Schumann 14':08" Q3 (TD) 66yd pass from Stitt Crawford 14':48" Q4 (TD) 43yd run Crawford Q4 (tpc) pass from Stitt Crawford 5':48" Q4 (TD) 81yd run Jones Q4 (tpc) pass from Stitt | Marcatori | Wenzelburger 5':32" Q1 (TD) 34yd interception return Meza 1':34" Q2 (TD) 10yd pass from Ellis Steigerwald Q2 (tpc) pass from Ellis Wenzler 14':08" Q3 (saf) PAT return Bronn 3':40" Q3 (FG) 29yd |

| Arbitri: | Hamiko D. Clemence R. Lewis A. Nagel Scott N. Lakowitz A. Flaisch-J. |

| |           | |
| Shannon 14':41" Q2 (TD) 1yd run Shannon 2':38" Q2 (TD) 11yd run Pein 14':07" Q4 (TD) 13yd run Bronn Q4 (pat) Meza 1':04" Q4 (TD) 14yd pass from Gfeller Yankson Q4 (tpc) rush | Marcatori | Omi 11':26" Q1 (TD) 26yd pass from van Duijn Jalloh 11':14" Q1 (TD) 44yd interception return Jalloh 2':21" Q2 (TD) 100yd kickoff return Jalloh 3':11" Q3 (TD) 45yd pass from van Duijn |

| Arbitri: | Hamiko J. Poschlod T. Bruckner S. Richardson Scott N. Lakowitz A. Flaisch-J. |

| |           | |
| Becker 2':14" Q1 (saf) PAT return Geyer 14':02" Q2 (TD) 24yd pass from Gfeller Bronn Q2 (pat) Rofalski 9':22" Q2 (TD) 20yd pass from Gfeller Dabo 2':15" Q3 (saf) PAT return Steigerwald 1':51" Q4 (TD) 10yd pass from Gfeller | Marcatori | London 9':08" Q1 (TD) 19yd run Schuhmacher Q1 (pat) Pounds 2':14" Q1 (TD) 29yd pass from J. Weinreich Poetsch 1':37" Q1 (TD) 5yd pass from J. Weinreich Pounds 13':10" Q2 (TD) 62yd pass from J. Weinreich Pounds 3':41" Q2 (TD) 39yd pass from J. Weinreich Schuhmacher Q2 (tpc) rush Schiffer 2':15" Q3 (TD) 1yd run |

| Arbitri: | Hamiko D. Clemence M. Burzec M. Szczepanski A. Flaisch-J. Przybyła H. Romanczyk |

| |           |                            |
| Mahoungou 11':49" Q1 (TD) 0yd fumble recovery Rodney 9':17" Q1 (TD) 7yd run Sullivan 1':26" Q1 (TD) 7yd run Ebsen Q1 (pat) Mahoungou 0':42" Q2 (TD) 60yd pass from Sullivan Ebsen Q2 (pat) Sullivan 9':25" Q3 (TD) 1yd run Ebsen Q3 (pat) Ebsen 4':15" Q3 (FG) 48yd Rutsch 0':31" Q3 (TD) 32yd pass from Johannknecht Ebsen Q3 (pat) Ameln 8':22" Q4 (TD) 44yd run Ebsen Q4 (pat) Schneikert 1':27" Q4 (TD) 3yd run Ebsen Q4 (pat) | Marcatori | Bronn 11':06" Q2 (FG) 41yd |

| Arbitri: | Denker M. Kattilus M. Burzec A. Nagel P. Simon M. Hoffmann Hameder |

| |           | |
| Aguemon 10':58" Q2 (TD) 23yd pass from Birdsong Dablé-Wolf Q2 (tpc) pass from Birdsong Aguemon 4':24" Q2 (TD) 8yd run Knüttel 0':32" Q2 (TD) 33yd pass from Birdsong Dablé-Wolf Q2 (tpc) pass from Birdsong Dablé-Wolf 10':20" Q3 (TD) 24yd pass from Birdsong Ulbrich Q3 (pat) Knüttel 4':35" Q3 (TD) 25yd pass from Birdsong Schneider 13':57" Q4 (TD) 6yd pass from Birdsong Ulbrich Q4 (pat) Jalloh 9':09" Q4 (TD) 2yd pass from Awini Ulbrich Q4 (pat) | Marcatori | Steigerwald 0':31" Q1 (TD) 7yd pass from Ellis Hauser 12':25" Q3 (FG) 15yd Moukouri 6':23" Q4 (TD) 12yd run Hauser Q4 (pat) Rofalski 1':03" Q4 (TD) 2yd pass from Ellis Hauser Q4 (pat) |

| Arbitri: | Hamiko E. Sumner R. Lewis S. Richardson A. Gurbiersch N. Lakowitz A. Flaisch-J. |

|                                                                                        |           | |
| Hauser 3':57" Q1 (FG) 24yd Hauser 0':05" Q2 (FG) 35yd Winterlik 0':03" Q4 (TD) 1yd run | Marcatori | Bertellin 13':20" Q2 (TD) 14yd pass from Edwards Tavecchio Q2 (pat) Constant 9':37" Q3 (TD) 17yd pass from Edwards Tavecchio Q3 (pat) Constant 0':16" Q3 (TD) 3yd pass from Edwards Tavecchio Q3 (pat) Constant 14':27" Q4 (TD) 75yd pass from Edwards Tavecchio 4':37" Q4 (FG) 40yd |

| Colonia 29 agosto 2021, ore 17:15 11ª giornata | Cologne Centurions | 19 – 9 (0-3 6-6 7-0 6-0) referto                                           | Stuttgart Surge | Ostkampfbahn (333 spett.) |
| J. Weinreich 1':55" Q2 ( TD ) 1yd run London 9':14" Q3 ( TD ) 9yd pass from J. Weinreich Schuhmacher Q3 ( pat ) London 10':21" Q4 ( TD ) 40yd run Marcatori Müller 9':53" Q1 ( FG ) 31yd Steigerwald 5':26" Q2 ( TD ) 25yd pass from Ellis |                    |                                                                            |                 |                           |
| |                    |                                                                            |                 |                           |
| J. Weinreich 1':55" Q2 (TD) 1yd run London 9':14" Q3 (TD) 9yd pass from J. Weinreich Schuhmacher Q3 (pat) London 10':21" Q4 (TD) 40yd run                                                                                                  | Marcatori          | Müller 9':53" Q1 (FG) 31yd Steigerwald 5':26" Q2 (TD) 25yd pass from Ellis |                 |                           |

| Arbitri: | A. Nagel E. Sumner R. Lewis S. Richardson Scott N. Lakowitz A. Flaisch-J. |

|  |           | |
|  | Marcatori | Landfried 12':53" Q1 (TD) 6yd run Schenderlein Q1 (pat) Schumann 13':31" Q2 (TD) 1yd pass from Stitt Schenderlein Q2 (pat) Hill 6':10" Q2 (TD) 32yd blocked punt return Crawford 1':09" Q2 (TD) 54yd run Crawford 4':21" Q3 (TD) 65yd run Gehrt 4':07" Q3 (TD) 21yd fumble recovery |

### Statistiche di squadra
| Competizione | %Vittorie | In casa | In casa | In casa | In casa | In casa | In casa | In trasferta | In trasferta | In trasferta | In trasferta | In trasferta | In trasferta | Totale | Totale | Totale | Totale | Totale | Totale |
| Competizione | %Vittorie | G       | V       | N       | P       | Pf      | Ps      | G            | V            | N            | P            | Pf           | Ps           | G      | V      | N      | P      | Pf     | Ps     |
| ------------ | --------- | ------- | ------- | ------- | ------- | ------- | ------- | ------------ | ------------ | ------------ | ------------ | ------------ | ------------ | ------ | ------ | ------ | ------ | ------ | ------ |
| Campionato   | .200      | 5       | 1       | 0       | 4       | 82      | 173     | 5            | 1            | 0            | 4            | 75           | 182          | 10     | 2      | 0      | 8      | 157    | 355    |
| Totale       | .200      | 5       | 1       | 0       | 4       | 82      | 173     | 5            | 1            | 0            | 3            | 75           | 182          | 10     | 2      | 0      | 8      | 157    | 355    |

### Statistiche personali

#### Marcatori
| Giocatore    | Ruolo | TD rush | TD recv | TD int | TD p.ret | TD k.ret | TD oth | Xp1 | Xp2 | FG | Saf | Totale |
| ------------ | ----- | ------- | ------- | ------ | -------- | -------- | ------ | --- | --- | -- | --- | ------ |
| Steigerwald  |       | 0       | 3       | 0      | 0        | 0        | 0      | 0   | 1   | 0  | 0   | 20     |
| Shannon      |       | 3       | 0       | 0      | 0        | 0        | 0      | 0   | 0   | 0  | 0   | 18     |
| Geyer        |       | 0       | 2       | 0      | 0        | 0        | 0      | 0   | 0   | 0  | 0   | 12     |
| Meza         |       | 0       | 2       | 0      | 0        | 0        | 0      | 0   | 0   | 0  | 0   | 12     |
| Rofalski     |       | 0       | 2       | 0      | 0        | 0        | 0      | 0   | 0   | 0  | 0   | 12     |
| Wright       |       | 2       | 0       | 0      | 0        | 0        | 0      | 0   | 0   | 0  | 0   | 12     |
| Hauser       |       | 0       | 0       | 0      | 0        | 0        | 0      | 2   | 0   | 3  | 0   | 11     |
| Bronn        |       | 0       | 0       | 0      | 0        | 0        | 0      | 2   | 0   | 2  | 0   | 8      |
| Eitel        |       | 0       | 1       | 0      | 0        | 0        | 0      | 0   | 0   | 0  | 0   | 6      |
| Flöser       |       | 0       | 1       | 0      | 0        | 0        | 0      | 0   | 0   | 0  | 0   | 6      |
| Moukouri     |       | 1       | 0       | 0      | 0        | 0        | 0      | 0   | 0   | 0  | 0   | 6      |
| Pein         |       | 1       | 0       | 0      | 0        | 0        | 0      | 0   | 0   | 0  | 0   | 6      |
| Wenzelburger |       | 0       | 0       | 1      | 0        | 0        | 0      | 0   | 0   | 0  | 0   | 6      |
| Winterlik    |       | 1       | 0       | 0      | 0        | 0        | 0      | 0   | 0   | 0  | 0   | 6      |
| Müller       |       | 0       | 0       | 0      | 0        | 0        | 0      | 0   | 0   | 1  | 0   | 3      |
| Tapscott     |       | 0       | 0       | 0      | 0        | 0        | 0      | 3   | 0   | 0  | 0   | 3      |
| Becker       |       | 0       | 0       | 0      | 0        | 0        | 0      | 0   | 0   | 0  | 1   | 2      |
| Dabo         |       | 0       | 0       | 0      | 0        | 0        | 0      | 0   | 0   | 0  | 1   | 2      |
| Edel         |       | 0       | 0       | 0      | 0        | 0        | 0      | 0   | 1   | 0  | 0   | 2      |
| Wenzler      |       | 0       | 0       | 0      | 0        | 0        | 0      | 0   | 0   | 0  | 1   | 2      |
| Yankson      |       | 0       | 0       | 0      | 0        | 0        | 0      | 0   | 1   | 0  | 0   | 2      |

#### Passer rating
| Giocatore | G | Att | Comp | Int | Yds  | TD | NFL   | NCAA   |
| --------- | - | --- | ---- | --- | ---- | -- | ----- | ------ |
| Gfeller   | 3 | 65  | 40   | 2   | 535  | 4  | 95,35 | 145,65 |
| Wright    | 2 | 52  | 27   | 1   | 336  | 3  | 83,49 | 121,39 |
| Ellis     | 4 | 97  | 44   | 5   | 630  | 4  | 61,30 | 103,22 |
| Winterlik | 5 | 50  | 27   | 1   | 208  | 0  | 56,08 | 89,94  |
| Eitel     | 2 | 9   | 6    | 1   | 68   | 0  |       |        |
| Hauser    | 1 | 3   | 1    | 0   | 5    | 0  |       |        |
| Weiblen   | 1 | 1   | 0    | 0   | 0    | 0  |       |        |
| Shannon   | 1 | 0   | 0    | 0   | 0    | 0  |       |        |
| Yankson   | 1 | 0   | 0    | 0   | 0    | 0  |       |        |
| Team      | 5 | 0   | 0    | 0   | -296 | 0  |       |        |